# مسجد جرجیس نبی
مسجد جرجیس نبی (عربی: جامع النبی جرجیس) یک مسجد تاریخی و از مساجد میراث باستان‌شناسی موصل در عراق است. این مسجد در منطقه شعارین در خیابان نینوا در نزدیکی بازارهای سرج خانه قرار دارد.
در کنار این مسجد مقبره‌ای وجود دارد که متعلق به سنت جورج یا آنطور که مسلمانان محلی می‌گویند جرجیس است.

## تاریخچه
مقبره جرجیس در داخل قبرستان قریش در موصل قرار داشت. در سال ۱۳۹۳ (میلادی)، امیر تیمور گورکانی فرمان داد تا مسجدی بر روی این مقبره ساخته و گنبدی بر آن بنا نهند. بخشش‌های بسیاری بصورت وقف نیز به ماندگاری این مسجد کمک نمود.
در سال ۱۹۱۰ (میلادی) مسجد در زلزله کاملاً نابود شد اما دوباره بازسازی شد.

## ساختمان
مقبره جرجیس یک مربع کوچک به ابعاد ۴٫۷ متر در هر طرف است. بالای آن گنبدی آجدار مخروطی شکل است.
دیوارهای بقعه، تا ارتفاع دو متر، با کاشی‌های آجری لعاب‌دار سبز و زرد پوشانده شده، که آیات قرآن بر روی آنها نقش بسته است. در کنار مقبره اتاقی به ابعاد ۴٫۱۷ در ۴٫۴۶ متر قرار دارد. که دارای یک ستون مرکزی است که سقف بر آن بنا نهاده شده است.
در جنوب مقبره، مسجدی قرار دارد که توسط تیمور ساخته شده است. گنبدی مدور بر بالای مسجد قرار داشت و محراب در حین ساخت از مقبره اصلی به مسجد پیوند زده شد. در داخل حرم دو نمازخانه وجود دارد که یکی برای آیین حنفی اهل سنت و دیگری برای پیروان آیین شافعی اهل سنت است.
مقبره جرجیس دارای یک درب چوبی عتیقه با نوشته‌هایی از آیات قرآن بوده که در قرن دوازدهم میلادی ساخته شده بود و در موزه ملی عراق به نمایش گذاشته شده است.
مناره مسجد، که از سنگ ساخته شده، در سال ۱۸۵۳ اضافه شد. این مناره دارای یک بالکن مقرنس است که در بالا به یک گلدسته نوک تیز ختم می‌شود.

## تخریب
در ۲۷ ژوئیه ۲۰۱۴ (۳ مرداد ۱۳۹۳)، دولت اسلامی عراق و شام با بمبگذاری در مسجد جرجیس نبی آنرا تخریب کرد.

## کشف باستان‌شناسی
در مارس ۲۰۱۷، پس از بیرون راندن داعش، سیستمی از تونل‌هایی به طول حدود یک کیلومتر در زیر مسجد پیدا شد. اگرچه تمام وسایل متحرک را برده بودند، اما هنوز نقش برجسته‌ها، سازه‌ها و کنده‌کاری‌های مربوط به دوران آشوریان در امتداد دیوارها وجود داشت.